# Stanisław Deresz

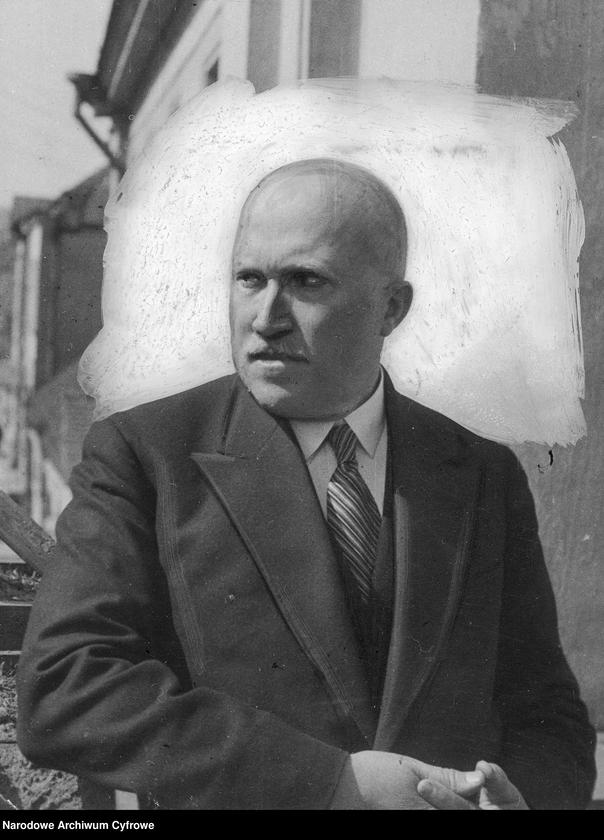
Stanisław Deresz

Stanisław Deresz (ur. 21 listopada 1882 w Brześciu, zm. 1939 lub 1940) – polski lekarz psychiatra, działacz społeczny, prezes Polskiego Towarzystwa Eugenicznego.

## Życiorys
Syn Wincentego i Leonii z Ginalskich. Ukończył gimnazjum w Homlu w 1901 roku, następnie podjął studia medyczne na Cesarskim Uniwersytecie Warszawskim, przerwane aresztowaniem w 1903 roku i więzieniem w Cytadeli Warszawskiej. Studia ukończył w 1909 na Uniwersytecie Moskiewskim. Od 1911 do 1914 roku pracował w sanatorium dla nerwowo chorych w Anielinie, w Karolinie i w szpitalu w Drewnicy. Podczas I wojny światowej zmobilizowany do armii carskiej w stopniu naczelnego lekarza pułkowego. W 1917 roku ordynator w szpitalu psychiatrycznym pod Samarą. Od 1921 w Polsce, podjął pracę w Szpitalu Psychiatrycznym w Tworkach. W 1931 roku wygrał konkurs na lekarza naczelnego Wojewódzkiego Szpitala dla Psychicznie i Nerwowo Chorych w Choroszczy.
Należał do Polskiego Towarzystwa Psychiatrycznego, był prezesem Polskiego Towarzystwa Eugenicznego. Delegat do Naczelnej Izby Lekarskiej.
Aresztowany przez NKWD w listopadzie 1939 roku, jego dalsze losy są nieznane.
Szpital w Choroszczy nosi obecnie jego imię.